# علی‌محمد علائی صدرالعلما
علی‌محمد علائی صدر نطنزی  معروف به  صدرالعلما از سیاستمداران ایرانی بود، که در دوره نخست بعنوان نماینده نطنز در مجلس شورای ملی حضور داشت.